# The Moodys
The Moodys es una serie de televisión australiana transmitida del 5 de febrero de 2014 hasta el 28 de marzo de 2014 por medio de la cadena ABC1. La serie es una secuela de A Moody Christmas transmitida en 2012.
La serie contó con la participación de los actores Vanessa Downing, Christopher Stollery, Ryan Corr, Wayne Blair, David Field, Steve Rodgers, Steve Le Marquand, Denise Roberts, Helen Dallimore, entre otros.
Se centra de nuevo en los Moody y en cómo después de pasar la Navidad, la familia tendrá nuevos incidentes y momentos divertidos.

## Historia
Dan y Cora regresan a casa para comenzar a buscar una casa juntos, Sean tiene que manejar su el negocio de funeraria, Maree y Kevin se ven disfrutando de una vida despreocupada, Bridget y Roger tienen que aprender a ser amigos después de divorciarse, el tío Terry se encuentra comienza una relación amorosa con Yvonne y la casa de los Moody se pone a la venta.

## Personajes
| Actor            | Personaje      | Ocupación                   | N.º de episodios | Duración |
| ---------------- | -------------- | --------------------------- | ---------------- | -------- |
| Ian Meadows      | Dan Moody      | -                           | 8                | 2014     |
| Patrick Brammall | Sean Moody     | -                           | 8                | 2014     |
| Rachel Gordon    | Bridget Moody  | Agente de Bienes Raíces     | 8                | 2014     |
| Danny Adcock     | Kevin Moody    | -                           | 8                | 2014     |
| Tina Bursill     | Maree Moody    | -                           | 8                | 2014     |
| Darren Gilshenan | Terry Moody    | -                           | 8                | 2014     |
| Guy Edmonds      | Hayden Roberts | -                           | 1                | 2014     |
| Jane Harber      | Cora Benson    | -                           | 8                | 2014     |
| Phil Lloyd       | Roger Quaill   | Urbanista del Consejo Local | 5                | 2014     |
| Sacha Horler     | Yvonne Tisdale | -                           | 6                | 2014     |
| Ryan Corr        | -              | -                           | -                | 2014     |
| Jonny Pasvolsky  | Matt Capello   | -                           | 5                | 2014     |

### Personajes recurrentes
| Actor               | Personaje     | Ocupación | N.º de episodios | Duración |
| ------------------- | ------------- | --------- | ---------------- | -------- |
| Dave Eastgate       | Scotty        | -         | 5                | 2014     |
| Marshall Napier     | Howard Benson | -         | 3                | 2014     |
| Christine Greenough | Brenda        | -         | 3                | 2014     |

## Episodios
La serie contó con ocho episodios.

## Premios y nominaciones
| Año  | Categoría                      | Premio      | Nominados (a)                | Resultado |
| ---- | ------------------------------ | ----------- | ---------------------------- | --------- |
| 2015 | Best Performance in a Comedy   | AACTA Award | Patrick Brammall             | Nominado  |
| 2015 | Best Comedy                    | AACTA Award | The Moodys                   | Nominado  |
| 2014 | Comedy: Situation or Narrative | AWGIE Award | Phil Lloyd y Trent O’Donnell | Ganaron   |
| 2014 | Comedy: Situation or Narrative | AWGIE Award | Patrick Brammall             | Nominado  |
| 2014 | Comedy: Situation or Narrative | AWGIE Award | Phil Lloyd y Trent O’Donnell | Nominados |

## Producción
En abril del 2013 se anunció que la serie tendría una secuela titulada "The Moodys" la cual se estrenó el 5 de febrero de 2014.
La serie fue escrita por Trent O'Donnell y Phil Lloyd, y producida por Jungleboys en asociación con ABC TV. La serie comenzó las filmaciones en el 2013 en Sídney.
Se anunció que la serie había sido transmitida en los Estados Unidos en la primavera del 2014.